# John Harold Owen Wilsey
John Harold Owen Wilsey, britanski general, * 1904, † 1961.